# Cladotanytarsus amandus
Cladotanytarsus amandus är en tvåvingeart som beskrevs av Hirvenoja 1962. Cladotanytarsus amandus ingår i släktet Cladotanytarsus och familjen fjädermyggor. Enligt den finländska rödlistan är arten nära hotad i Finland. Arten är reproducerande i Sverige. Artens livsmiljö är sjöar. Inga underarter finns listade i Catalogue of Life.